# Farol do Ilhéu de Cima
De Farol do Ilhéu de Cima is een vuurtoren op het Portugese eiland Ilhéu de Cima horende bij de regio Madeira. Hij staat aan de oostkust van het eiland op een hoge rots.
De vuurtoren heeft een vierkant grondplan, waarbij het onderste deel wit van kleur is en de lantaarn rood, en is 15 meter hoog. Hij werd gebouwd in 1900.

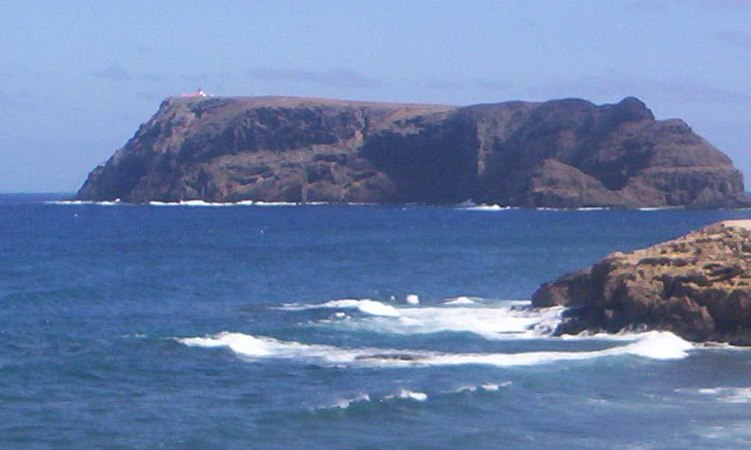

Câmara de Lobos · Ilhéu Chão · Ilhéu de Cima · Ilhéu de Ferro · Ponta da Agulha · Ponta do Pargo · Ponta de São Jorge · Ponta de São Lourenço · Porto Moniz · Ribeira Brava · Selvagem Grande · Selvagem Pequena